# Josep Maria Jané i Samsó
Josep M. Jané i Samsó (l'Arboç, Baix Penedès, 28 de gener de 1923 — 15 de juny de 2013) fou un promotor cultural català.
Del 1948 al 1966 va dirigir amb Esteve Cruañes i Oliver la revista clandestina Fe i Vida. Amic de Joan Ballester i Canals Fou el creador de l'Arxiu Arbocenc el 1948 i ha impulsat el Centre d'Estudis Colombins a Catalunya des de 1989. El 1972 va impulsar Òmnium Cultural al Penedès i el 1977 fundà l'Institut d'Estudis Penedesencs. També ha editat una biografia de l'abat Aureli Maria Escarré en 1993. El 1995 va rebre la Creu de Sant Jordi. El 1991 fou nomenat arxiver d'honor de la vila de l'Arboç, i el 2011 rebé el premi Teresa Basora de l'Institut d'Estudis Penedesencs.

## Obres
- Efemèride de l'Arboç en la Guerra del Francès (1994) publicat a Miscel·lànea Penedesenca, per l'Institut d'Estudis Penedesencs